# Gran Premi d'Alemanya del 1971
Resultats del Gran Premi d'Alemanya de Fórmula 1 de la temporada 1971, disputat al circuit de Nürburgring l'1 d'agost del 1971.

## Resultats
| Pos | No | Pilot              | Equip              | Voltes | Temps/ Retirada       | Pos. de sortida | Punts |
| --- | -- | ------------------ | ------------------ | ------ | --------------------- | --------------- | ----- |
| 1   | 2  | Jackie Stewart     | Tyrrell - Ford     | 12     | 1h 29' 16. 3          | 1               | 9     |
| 2   | 3  | François Cevert    | Tyrrell - Ford     | 12     | + 30.1 s              | 5               | 6     |
| 3   | 6  | Clay Regazzoni     | Ferrari            | 12     | + 37.1 s              | 4               | 4     |
| 4   | 5  | Mario Andretti     | Ferrari            | 12     | + 2' 05.0 min.        | 11              | 3     |
| 5   | 15 | Ronnie Peterson    | March - Ford       | 12     | + 2' 29.1 min.        | 3               | 2     |
| 6   | 25 | Tim Schenken       | Brabham - Ford     | 12     | + 2' 58.6 min.        | 9               | 1     |
| 7   | 7  | John Surtees       | Surtees - Ford     | 12     | + 3' 19.0 min.        | 15              |       |
| 8   | 9  | Reine Wisell       | Lotus - Ford       | 12     | + 6' 31.7 min.        | 17              |       |
| 9   | 24 | Graham Hill        | Brabham - Ford     | 12     | + 6' 37.0 min.        | 13              |       |
| 10  | 12 | Rolf Stommelen     | Surtees - Ford     | 11     | + 1 Volta             | 12              |       |
| 11  | 22 | Vic Elford         | BRM                | 11     | + 1 Volta             | 18              |       |
| 12  | 17 | Nanni Galli        | March - Alfa Romeo | 10     | + 2 Voltes            | 21              |       |
| Ret | 8  | Emerson Fittipaldi | Lotus - Ford       | 8      | Pèrdua d'oli          | 8               |       |
| DSQ | 21 | Jo Siffert         | BRM                | 6      | Desqualificat         | 3               |       |
| Ret | 10 | Chris Amon         | Matra              | 6      | Accident              | 16              |       |
| Ret | 14 | Henri Pescarolo    | March - Ford       | 5      | Suspensions           | 10              |       |
| Ret | 20 | Peter Gethin       | McLaren - Ford     | 5      | Accident              | 19              |       |
| Ret | 18 | Denny Hulme        | McLaren - Ford     | 3      | Pèrdua de combustible | 6               |       |
| DSQ | 28 | Mike Beuttler      | March - Ford       | 3      | Desqualificat         | 22              |       |
| Ret | 23 | Howden Ganley      | BRM                | 2      | Motor                 | 14              |       |
| Ret | 16 | Andrea de Adamich  | March - Alfa Romeo | 2      | Injecció              | 20              |       |
| Ret | 4  | Jacky Ickx         | Ferrari            | 1      | Accident              | 2               |       |
| NVQ | 27 | Jo Bonnier         | McLaren - Ford     |        |                       |                 |       |

## Altres
- Pole: Jackie Stewart 7' 20. 1
- Volta ràpida: François Cevert 7' 20. 1 (a la volta 10)